# Praxair
Praxair, Inc. (NYSE: PX), è la più grande società produttrice di gas industriali nel Nord America e Sud America e una delle maggiori a livello mondiale.

Praxair fornisce gas atmosferici, gas di processo e gas speciali, rivestimenti superficiali ad elevata prestazione e i relativi servizi ad una grande varietà di clienti in tutto il mondo.

Praxair ha stabilimenti in oltre 30 paesi è detiene circa 3.000 brevetti.

## Storia
Con sede a Danbury, nel Connecticut, Praxair è stata fondata nel 1907, ed è stata la prima società in Nord America a commercializzare ossigeno criogenicamente separato.

L'azienda ha introdotto il primo sistema di distribuzione di gas liquido nel 1917, e sviluppato la fornitura di gas on-site alla fine della seconda guerra mondiale. Negli anni sessanta Praxair ha introdotto metodi non criogenici di frazionamento dell'aria e da allora ha continuato ad introdurre tecnologie innovative per molte industrie.
Escludendo l'Oceania, Praxair è presente in quasi tutti i continenti. In Sud America è nota come White Martins. In Cina e India è il più grande produttore di gas industriali.
Praxair ha adottato il suo nome dalla parola greca "prassi", ovvero l'applicazione pratica, e "aria", la sua materia prima.

## Sviluppo ecosostenibile
Nel 2009, Praxair ha ricevuto due riconoscimenti dall'Associazione Gas Compressi (CGA) per le proprie prestazioni eccezionali in campo ambientale. Nella categoria per la prevenzione dell'inquinamento, Praxair ha ricevuto il riconoscimento per il suo programma "Go Green".

Praxair ha inoltre ricevuto un riconoscimento nella categoria dello leadership e sviluppo ecosostenibile per il successo raggiunto nell'implementazione del programma di leadership ambientale in Messico.

## Prodotti
I principali prodotti Praxair sono:
- Gas atmosferici: ossigeno, azoto, argon e gas rari (prodotti dalla purificazione, compressione, raffreddamento e distillazione dell'aria).
- Gas industriali, di processo e gas speciali: anidride carbonica, elio, idrogeno, acetilene, gas di processo per semiconduttori, ecc... (derivati da processi chimici come co-prodotti o estratti da gas naturale).

L'azienda inoltre progetta e realizza sistemi di fornitura gas, criogenici e non.